# Хорвиц, Эрик
Эрик Хорвиц (Eric Joel Horvitz; род. 14 апреля 1958, Нью-Йорк) — американский учёный в области информатики, специалист по искусственному интеллекту.
Сотрудник Microsoft Research, профессор Вашингтонского университета, член Национальной инженерной академии, Американской академии искусств и наук и Американского философского общества (2018). В 2015 году отмечен AAAI Feigenbaum Prize и ACM-AAAI Allen Newell Award — за свой вклад в разработку искусственного интеллекта.
Окончил Университет штата Нью-Йорк в Бингемтоне (бакалавр биофизики, 1980). В Стэнфордском университете получил степени доктора философии по медицинской информатике (1991) и доктора медицины (1994). С 1993 года работает в Microsoft Research.
Являлся президентом Ассоциации по продвижению искусственного интеллекта, член Ассоциации вычислительной техники.
Имеет около 300 патентов.